# Miral Samardžić
Pour les articles homonymes, voir Samardžić.
Miral Samardžić est un footballeur international slovène né le 17 février 1987 à Jesenice. Il évolue actuellement au poste de défenseur central à l'Olimpija Ljubljana.

## Carrière
Miral Samardžić commence sa carrière en 2005 avec le NK Triglav Kranj puis évolue à partir de la saison 2006-2007 avec le NK Maribor avec lequel il remporte le championnat de Slovénie en 2009. 
En 2010, il signe au FC Sheriff Tiraspol et devient champion de Moldavie en 2010, 2012, 2013 et 2014.
Le 19 novembre 2013, Samardžić honore sa première sélection en équipe de Slovénie lors d'un match amical contre le Canada.
À l'été 2014, il quitte le FC Sheriff et s'engage en faveur du HNK Rijeka.

## Palmarès
NK Maribor
- Champion de Slovénie en 2009.
- Vainqueur de la Supercoupe de Slovénie en 2009.

 Sheriff Tiraspol
- Champion de Moldavie en 2010, 2012, 2013 et 2014.
- Vainqueur de la Coupe de Moldavie en 2010.
- Vainqueur de la Supercoupe de Moldavie en 2013.

 HNK Rijeka
- Vainqueur de la Supercoupe de Croatie en 2014.